# Papež Lando
Lando (latinsko Papa Landus ali Lando, tudi Landus ali Landone), italijanski rimskokatoliški škof in papež langobardskega porekla; * 9. stoletje Sabina, (Lacij, Papeška država, Frankovsko cesarstvo danes: Italija), † februar 914 Rim (Papeška država, Sveto rimsko cesarstvo, danes: Italija) 

Papež je bil od julija 913 do februarja 914. 

## Življenjepis
Lando je bil langobardskega porekla iz Sabine, nedaleč vzhodno od Rima, po vsej verjetnosti v kraju Monterotondo; njegovemu očetu uglednemu plemiču z velikimi imetji okoli Sabine, je bilo ime Taino. Za papeža je bil izvoljen v juliju ali avgustu 913. Iz njegovega življenja vemo samo to, da je podelil privilegij cerkvi v svoji rodni Sabini. Poleg tega je znano, da je prenesel nadškofijski sedež iz Bologne na metropolitanski sedež v Raveni, po prizadevanjih same Teodore, Teofilaktove žene. Kaj drugega ni znanega; le to, da je bil neoporečen mož.

V njegovem času so sever Italije napadali Ogri, jug pa Saraceni.
Umrl je nanadoma, morebiti umorjen, v februarju ali marcu 914.  

Pokopan je v stari Baziliki sv. Petra. 

### Papeško ime
To je bil zadnji papež, čigar imena si ni privzel pozneje noben papež. Obenem je bil to zadnji papež pred Janezom Pavlom I.  (1978) in sedanjim Frančiškom  (2013), ki je uporabil papeško ime, ki ga pred njim ni uporabil še nihče drug. Za Janeza-Pavla pa velja, da je vzel sestavljeno ime, katerih posamezne dele: Janez in Pavel so predhodniki že uporabljali; s tem sta Janeza-Pavla hotela poudariti, da nadaljujeta dediščino Drugega vatikanskega koncila , ki sta ga vodila Janez XXIII. in Pavel VI. . 

### Dela
- »Documenta Catholica Omnia« (v latinščini). Pridobljeno 6. decembra 2011.

### Ocena
- To obdobje smemo imenovati mračno predvsem zaradi popolnega pomanjkanja neodvisnih zgodovinskih virov, a velikokrat tudi pomanjkanja kakršnihkoli podatkov. Ozračje negotovosti glede tega obdobja poudarja in vključno potrjuje kriza, ki so jo preživljale takratne politične in cerkvene rimske ustanove: poročil, ki jih vsebujejo takratni seznami, praktično ni; žal istočasno obstaja zgodovinopisna praznina, ki je vsepovsod značilna za prvi dve desetletji X. stoletja. [6]
- Za papeže je bilo 10. stoletje zares temačno in ga po pravici imenujemo Mračno stoletje. Brez cesarske zaščite so bili na milost in nemilost prepuščeni muham rimskega in italijanskega plemstva, ki si je nadzor nad Cerkvijo pridobivalo tako, da je na njene položaje nastavljalo svoje sorodnike ali politične somišljenike, ne glede na to, ali so bili vredni te časti; v svojem stremuštvu so nastavljali in odstavljali papeže, večkrat pa jim tudi stregli po življenju. Kronika, ki jo je napisal nemški škof Liutprand,[7] slika posvetnost na papeževem dvoru; vendar jo je treba brati s pridržkom, saj je bil pisec zelo protirimsko razpoložen - kar tudi sam izrecno poudarja - in je zato dvomno, da je pisal nepristransko. [8] Mračno pa imenujejo to stoletje tudi zato, ker je bilo polno spletk in umorov, ki so dosegali tudi papeški dvor; obenem pa je bilo to tudi obdobje roparskih vpadov divjih poganskih Normanov oziroma Vikingov in Madžarov, ter muslimanskih Saracenov in Turkov.
- Za to obdobje manjkajo neodvisni in nepristranski zgodovinski viri. Večino poročil o škandalih, nasilju in razvratu v Rimu je napisal torej Liutprand. Svojemu delu je dal pomenljiv naslov Maščevanje. Ta naslov daje slutiti, da je v svojem pripovedovnju brez dvoma pretiraval in da je pač nalašč izbiral samo pikantne zgodbe, da bi se na ta način maščeval nekaterim ljudem. Pretresljivo pa je na primer Liutprandovo mnenje, da je bila za Langobarde, Sase in Franke najhujša zmerljivka in žalitev, če si komu rekel, da je Rimljan. V tej besedi je po njegovem mnenju izraženo vse, kar ja na tem svetu slabega, zlobnega in gnilega. Kljub Liutprandovim pretiravanjem pa je ostalo v takratni družbi še vedno dovolj slabega, kar je najedalo tudi Cerkev tako od zunaj kot od znotraj. Tako si lahko mislimo, da je to kljub pretiravanjem to bil v resnici strašen čas. [9]